# 伊藤渉
伊藤 渉（いとう わたる、1969年〈昭和44年〉11月13日 - ）は、日本の政治家。
衆議院議員（5期）、厚生労働大臣政務官、財務副大臣などを歴任した。

## 経歴

### 生い立ち
愛知県名古屋市南区にペンキ職人の長男として生まれる。名古屋市立笠東小学校を経て名古屋市立本城中学校に進学し、柔道部主将を務めた。
名古屋市立菊里高等学校を卒業後、大阪大学工学部土木工学科で土木工学を学ぶ。高校・大学時代はラグビー部に所属し、ポジションはフォワード・フッカー（NO.2）だった。

### JR東海社員
1994年（平成6年）3月、大阪大学大学院工学研究科土木工学専攻修士課程修了。同年4月、JR東海に就職。
新幹線運転免許取得後、総合企画本部企画開発部、建設工事部、新幹線鉄道事業本部などで勤務し、JRセントラルタワーズの建設をはじめとする名古屋駅周辺の開発事業などに携わった。

### 衆議院議員
2005年（平成17年）4月、JR東海を退社。衆議院愛知4区の候補者として公明党の公認を得る。同年9月11日の第44回衆議院議員総選挙に比例東海ブロックから公明党単独3位で立候補し、初当選を果たす。なお、愛知4区には料理研究家の藤野真紀子が自民党公認で立候補し、比例復活で初当選した。
2007年（平成19年）7月の第21回参議院議員通常選挙では山本保事務所の事務長を務める。同年8月、厚生労働大臣政務官に就任。
2009年（平成21年）8月の第45回衆議院議員総選挙に比例東海ブロック単独3位で立候補するも、公明党の獲得議席は2議席だったため落選。
2012年（平成24年）12月の第46回衆議院議員総選挙に比例東海ブロック単独2位で立候補し、2期目の当選を果たす。
2014年（平成26年）12月の第47回衆議院議員総選挙に比例東海ブロック2位で立候補し、3選。
2017年（平成29年）10月の第48回衆議院議員総選挙に比例東海ブロック2位で立候補し、4選。
2020年（令和2年）9月、菅義偉内閣および第1次岸田内閣で財務副大臣（予算編成、財政投融資、国債、国有財産の担当）に就任。
2021年（令和3年）10月の第48回衆議院議員総選挙に比例東海ブロック2位で立候補し、5選。

### 愛知16区への擁立と辞退
2023年（令和5年）3月9日午前、公明党中央幹事会において、次期衆院選では愛知16区の公認候補として擁立されることが決定する。同日夕方、愛知県庁で記者会見し、愛知16区からの出馬を正式に表明した。会見に同席した党選対委員長の西田実仁は「自民党本部の幹事長、選対委員長と協議をし、了解いただいている」と強調したが、自民党愛知県連は「聞いていない」と反発した。同日、自民党県連会長の丹羽秀樹は「調整のない中での突然の発表に驚いている。県連として『はい、そうですか』と素直に聞くことはできない」とのコメントを発表した。
同年9月5日、体調不良のため第50回衆議院議員総選挙愛知16区からの出馬を辞退する意向を示していることが明らかになった。
同年9月7日、公明党は愛知16区に伊藤に代わり愛知県議会議員の犬飼明佳を擁立すると発表した。出馬を辞退した伊藤に対して、同党の選挙対策委員長の西田実仁は「まずは治療に専念し、残る任期は全うしたいというのが本人の気持ちだ」と述べ、議員辞職を否定した。

## 政策・主張

### 憲法
- 憲法改正について、2021年の朝日新聞社のアンケートで「反対」と回答[9]。同年の毎日新聞社のアンケートで「賛成」と回答[10]。

- 9条改憲について、2014年の毎日新聞社のアンケートで回答しなかった[11]。

- 憲法を改正し緊急事態条項を設けることについて、2021年の毎日新聞社のアンケートで「反対」と回答[10]。

### 外交・安全保障
- 「他国からの攻撃が予想される場合には敵基地攻撃もためらうべきではない」との問題提起に対し、2021年のアンケートで「どちらかと言えば反対」と回答[9]。

- 「北朝鮮に対しては対話よりも圧力を優先すべきだ」との問題提起に対し、2021年のアンケートで「どちらとも言えない」と回答[9]。

- 普天間基地の辺野古移設について、2021年のアンケートで「どちらかといえば賛成」と回答[9]。

- 徴用工訴訟などの歴史問題をめぐる日韓の関係悪化についてどう考えるかとの問いに対し、2021年の毎日新聞社のアンケートで「政府の今の外交方針でよい」と回答[10]。

- 日本による過去の植民地支配と侵略を認めて謝罪した「村山談話」の見直し論議について、2014年の毎日新聞社のアンケートで「見直すべきでない」と回答[11]。

- 従軍慰安婦に対する旧日本軍の関与を認めた「河野談話」の見直し論議について、2014年の毎日新聞社のアンケートで「見直すべきではない」と回答[11]。

### ジェンダー
- 選択的夫婦別姓制度の導入について、2021年の朝日新聞社のアンケートで「賛成」と回答[9]。

- 同性婚を可能とする法改正について、2021年の朝日新聞社のアンケートで「どちらともいえない」と回答[9]。「同性婚を制度として認めるべきだと考るか」との2021年の毎日新聞社のアンケートに対し、「認めるべきだ」と回答[10]。

- 「LGBTなど性的少数者をめぐる理解増進法案を早期に成立させるべきか」との問題提起に対し、2021年のアンケートで「どちらかと言えば賛成」と回答[9]。

- クオータ制の導入について、2021年の毎日新聞社のアンケートで「反対」と回答[10]。

### その他
- 10％の消費税率について、2021年の毎日新聞社のアンケートで「当面は10％を維持すべきだ」と回答[10]。

- 森友学園への国有地売却をめぐる公文書改竄問題で、2021年5月6日、国は「赤木ファイル」の存在を初めて認めた[12]。しかし5月13日、菅義偉首相はファイルの存在を踏まえた再調査を行わない考えを報道各社に書面で示した[13]。9月の自民党総裁選挙で総裁に選出された岸田文雄も10月11日、衆議院本会議の代表質問で再調査の実施を否定した[14]。国の対応をどう考えるかとの同年の毎日新聞社のアンケートに対し「これ以上、調査や説明は必要ない」と回答[10]。

- 国会議員の被選挙権年齢の引き下げについて、2021年の毎日新聞社のアンケートで「賛成」と回答[10]。

- 「『道徳』を小中学校の授業で教え、子供を評価することに賛成か、反対か」との問いに対し、2014年の毎日新聞社のアンケートで回答しなかった[11]。

## 役職歴

### 衆議院
- 国土交通委員会：2021年（令和3年）11月11日から
- 決算行政監視委員会理事：2021年（令和3年）11月11日から
- 倫理選挙特別委員会：2021年（令和3年）11月11日から
- 予算委員会理事：2018年（平成30年）10月11日から2020年（令和2年）9月17日まで
- 議院運営委員会理事：2017年（平成29年）9月11日から2018年（平成30年）10月10日まで
- 予算委員会：2016年（平成28年）9月26日から2017年（平成29年）9月10日まで
- 財務金融委員会：2016年（平成28年）9月26日から2017年（平成29年）9月10日まで
- 科学技術・イノベーション推進特別委員会：2016年（平成28年）9月26日から2018年（平成30年）10月10日まで

### 行政府
- 厚生労働大臣政務官（第1次安倍改造内閣・福田康夫内閣）
- 財務副大臣（菅義偉内閣）：2020年（令和2年）9月18日から2021年（令和3年）11月10日まで

### 議員懇話会
以下、2020年（令和2年）9月27日以降は顧問就任
- トラック議員懇話会幹事長
- オートバイ議員懇話会幹事長
- 海事・港湾振興推進議員懇話会幹事長
- ハイヤー・タクシー振興議員懇話会幹事長
- 土地家屋調査士制度の改革・振興議員懇話会副幹事長
- 行政書士制度推進議員懇話会幹事
- マンション議員懇話会幹事長
- 日本公認会計士懇話会幹事
- 日本税理士会連合会との政策懇話会副幹事長
- 新聞販売議員懇話会幹事
- 住宅振興議員懇話会幹事
- 非破壊検査技術振興議員懇話会副会長
- 診療放射線技師議員懇話会副幹事長
- 診療放射線技師制度に関する議員懇話会副幹事長
- 林業振興議員懇話会副会長
- 自動車議員懇話会幹事
- 自動車アフターマーケット議員懇話会副幹事長
- 下水道政策に関する議員懇話会副会長
- 設備設計に関する議員懇話会副会長
- 警備業議員懇話会幹事長
- 保険調剤薬局に関する議員懇話会副会長
- 私立保育所のあり方を考える懇話会幹事
- 郵政議員懇話会幹事
- 健全な葬祭業支援議員懇話会幹事
- 酒販議員懇話会幹事

## 所属議員連盟
- リニア中央新幹線建設促進議員連盟
- 海事振興連盟
- 日独友好議員連盟
- 日本パナマ友好議員連盟
- 日・EU友好議員連盟
- イクメン議員連盟
- ワクチン予防議員連盟・幹事
- ILO活動推進議員連盟
- 科学技術の会
- 国会ラグビークラブ
- ラグビーワールドカップ2019日本大会成功議員連盟
- 地域廃棄物適正処理推進議員連盟
- 「過労死防止基本法」制定を目指す超党派議員連盟
- 健康省エネ住宅を推進する議員連盟・副幹事長
- 親子断絶防止防止議員連盟
- 中部国際空港拡充議員連盟
- 経済協力開発機構（OECD）議員連盟
- 海洋国日本の災害医療の未来を考える議員連盟・幹事
- 日本建設職人社会振興議員連盟
- 和紙の未来を創る議員連盟
- 国立大学振興議員連盟
- レッカー事業推進議員連盟
- 日本（福島）・ワシントン州友好議員連盟
- 大阪‐名古屋‐東京間リニア中央新幹線早期実現を目指す議員連盟
- 国際連合国際防災戦略事務局（UNISDR)を支援する議員連盟
- 愛知・名古屋アジア競技大会組織委員会顧問
- ジョギング・マラソン振興議員連盟